# 米拉德·埃巴迪布爾
米拉德·埃巴迪布爾（波斯語：میلاد عبادی‌پور قره‌حسنلو，1993年10月17日—），是伊朗排球運動員，伊朗國家男子排球隊成員，曾随国家队获得2014年和2018年亚洲运动会金牌。現時效力於義大利的俱樂部米蘭力量。